# 1. ŽNL Primorsko-goranska 2011./12.
Ovaj članak je podtema članka: 5. rang HNL-a 2011./12.

1. ŽNL Primorsko-goranska u sezoni 2011./12. je predstavljala prvi stupanj županijske lige u Primorsko-goranskoj županiji, te ligu petog stupnja hrvatskog nogometnog prvenstva. 
 
Sudelovalo je 15 klubova, a prvak je bila "Kraljevica".  

## Ljestvica
| mj. | klub                     | ut. | pob. | ner. | por. | gol+ | gol- | bod |
| --- | ------------------------ | --- | ---- | ---- | ---- | ---- | ---- | --- |
| 1.  | Kraljevica               | 28  | 19   | 5    | 4    | 63   | 18   | 62  |
| 2.  | Lovran                   | 28  | 17   | 3    | 8    | 63   | 35   | 54  |
| 3.  | Draga (Mošćenička Draga) | 28  | 16   | 5    | 7    | 64   | 31   | 53  |
| 4.  | Lučki Radnik Rijeka      | 28  | 13   | 9    | 6    | 54   | 42   | 48  |
| 5.  | Omladinac Vrata          | 28  | 11   | 7    | 10   | 49   | 51   | 40  |
| 6.  | Lokomotiva Rijeka        | 28  | 12   | 4    | 12   | 41   | 52   | 40  |
| 7.  | Lošinj (Mali Lošinj)     | 28  | 11   | 5    | 12   | 52   | 58   | 38  |
| 8.  | OŠK Omišalj              | 28  | 10   | 7    | 11   | 59   | 58   | 37  |
| 9.  | Rab                      | 28  | 11   | 4    | 13   | 37   | 41   | 37  |
| 10. | Rikard Benčić Rijeka     | 28  | 10   | 6    | 12   | 45   | 44   | 36  |
| 11. | Rječina Dražice          | 28  | 10   | 4    | 14   | 40   | 52   | 34  |
| 12. | Zamet Rijeka             | 28  | 8    | 6    | 14   | 28   | 52   | 30  |
| 13. | Cres                     | 28  | 8    | 4    | 16   | 28   | 51   | 28  |
| 14. | Vrbovsko                 | 28  | 7    | 5    | 16   | 38   | 67   | 26  |
| 15. | Turbina Tribalj          | 28  | 5    | 10   | 13   | 24   | 33   | 25  |

## Rezultatska križaljka
| kratica | klub                     | CRES | DRA | KRA | LOK | LOŠ | LOV | LUČR | OML | OŠK | RAB | RIKB | RJE | TUR | VRB | ZAM |
| --- | ------------------------ | ---- | --- | --- | --- | --- | --- | ---- | --- | --- | --- | ---- | --- | --- | --- | --- |
| CRES | Cres                     |      |     |     |     |     |     |      |     |     |     |      |     |     |     |     |
| DRA | Draga (Mošćenička Draga) |      |     |     |     |     |     |      |     |     |     |      |     |     |     |     |
| KRA | Kraljevica               |      |     |     |     |     |     |      |     |     |     |      |     |     |     |     |
| LOK | Lokomotiva Rijeka        |      |     |     |     |     |     |      |     |     |     |      |     |     |     |     |
| LOŠ | Lošinj (Mali Lošinj)     |      |     |     |     |     |     |      |     |     |     |      |     |     |     |     |
| LOV | Lovran                   |      |     |     |     |     |     |      |     |     |     |      |     |     |     |     |
| LUČR | Lučki Radnik Rijeka      |      |     |     |     |     |     |      |     |     |     |      |     |     |     |     |
| OML | Omladinac Vrata          |      |     |     |     |     |     |      |     |     |     |      |     |     |     |     |
| OŠK | OŠK Omišalj              |      |     |     |     |     |     |      |     |     |     |      |     |     |     |     |
| RAB | Rab                      |      |     |     |     |     |     |      |     |     |     |      |     |     |     |     |
| RIKB | Rikard Benčić Rijeka     |      |     |     |     |     |     |      |     |     |     |      |     |     |     |     |
| RJE | Rječina Dražice          |      |     |     |     |     |     |      |     |     |     |      |     |     |     |     |
| TUR | Turbina Tribalj          |      |     |     |     |     |     |      |     |     |     |      |     |     |     |     |
| VRB | Vrbovsko                 |      |     |     |     |     |     |      |     |     |     |      |     |     |     |     |
| ZAM | Zamet Rijeka             |      |     |     |     |     |     |      |     |     |     |      |     |     |     |     |
| |                          |      |     |     |     |     |     |      |     |     |     |      |     |     |     |     |
| podebljan rezultat - utakmice od 1. do 15. kola (1. utakmica između klubova) rezultat normalne debljine - utakmice od 16. do 30. kola (2. utakmica između klubova) rezultat nakošen - nije vidljiv redoslijed odigravanja međusobnih utakmica iz dostupnih izvora rezultat smanjen * - iz dostupnih izvora nije uočljiv domaćin susreta prekrižen rezultat - poništena ili brisana utakmica p - utakmica prekinuta 3:0 p.f. / 0:3 p.f. - rezultat 3:0 bez borbe n.i. - nije igrano |                          |      |     |     |     |     |     |      |     |     |     |      |     |     |     |     |

 Izvori: 

## Vanjske poveznice
- nspgz.hr - Nogometni savez primorsko-goranske županije
- sportcom.hr, Prva županijska